# Roxanne (chanson)
Pour les articles homonymes, voir Roxanne.
Singles de The Police
Fall Out Can't Stand Losing You
Clip vidéo
[vidéo] « The Police - Roxanne », sur YouTube
Pistes de Outlandos d'Amour
So Lonely Hole in My Life
Roxanne est une chanson du groupe de rock britannique The Police, single intégré à l'album collector No Wave (30 cm transparent de compilation des nouveaux talents anglais), puis à leur premier album Outlandos d'Amour de 1978,. La chanson est l'un des premiers et plus importants succès internationaux du groupe.

## Histoire
Le groupe de rock britannique The Police est formé fin 1976 à Londres. Le chanteur-bassiste Sting écrit et compose cette chanson à Paris, en octobre 1977, sur le thème de sa « déclaration d'amour enflammée pour Roxanne, une prostituée » inspirée de celles qu'il voyait près de l'hôtel du groupe, qui jouait à l'époque au Nashville club. Sa déclaration d'amour et le titre de la chanson reprennent le prénom de Roxane de la pièce de théâtre Cyrano de Bergerac de 1897, d'Edmond Rostand, lu sur une vieille affiche accrochée dans le foyer de l'hôtel « Roxanne, tu n'es pas obligée d'allumer la lumière rouge, cette époque est révolue, tu n'es pas obligée de vendre ton corps à la nuit... je t'ai aimée dès que je t'ai connue, je ne te parlerai pas avec condescendance, je dois seulement t'avouer mes sentiments, je ne te partagerai pas avec un autre garçon, je sais que ma décision est prise, alors enlève ton maquillage... ». La lumière rouge fait référence à la lanterne rouge allumée des établissements de prostitution.
Sting avait à l'origine conçu la chanson comme une bossa nova, bien qu'il crédite le batteur Stewart Copeland pour sa forme rythmique finale en tango. La chanson n'a pas beaucoup de succès lors de sa première sortie, en partie à cause de censures radiophonique de son thème de prostitution. Elle fait l'objet de plus de promotion en avril 1979 à la suite de son intégration à leur premier album Outlandos d'Amour, avec une 12e place des hit parades anglais et la 32e place aux États-Unis pour la réédition du single. L'album se classe no 2 en France, no 6 au Royaume-Uni et no 23 des ventes aux États-Unis.
Cette chanson est le prétexte du retour du groupe The Police en 2007, pour fêter le trentième anniversaire de sa création, avec The Police Reunion Tour (en).

### Sur l'enregistrement deRoxanne
Si l'on écoute attentivement le début de Roxanne, on entend un bref accord de piano, puis le rire de Sting. Ce n'était pas du tout prévu dans la chanson originale, c'était même un accident. En effet, lors de l'enregistrement de la partie chantée, Sting, qui venait de passer une nuit blanche, eut un gros coup de barre. Avisant un piano derrière lui, il voulut s'asseoir, pensant que le couvercle était rabattu ; il ne l'était pas, et l'accord que l'on entend au début de Roxanne a été joué par son postérieur. Le groupe garda ce petit passage car l'accord joué, bien qu'atonal, ne jurait pas avec l'accord de Sol mineur joué par la guitare.

## Personnel
- Sting : chant, basse, piano accidentel, chœurs
- Andy Summers : guitare electrique, chœurs
- Stewart Copeland : batterie, chœurs

## Distinctions
- 2004 : 388e sur sa liste des 500 plus grandes chansons de tous les temps du magazine Rolling Stone[8].
- 2008 : Grammy Hall of Fame Awards[9].

## Classements hebdomadaires
| Classement (1979-1980)         | Meilleure position |
| ------------------------------ | ------------------ |
| Australie (Kent Music Report)  | 34                 |
| Canada (RPM 100 Singles)       | 31                 |
| États-Unis (Billboard Hot 100) | 32                 |
| États-Unis (Cash Box)          | 31                 |
| États-Unis (Record World)      | 39                 |
| France (SNEP)                  | 7                  |
| Irlande (IRMA)                 | 22                 |
| Nouvelle-Zélande (RMNZ)        | 8                  |
| Pays-Bas (Nederlandse Top 40)  | 21                 |
| Pays-Bas (Single Top 100)      | 19                 |
| Royaume-Uni (UK Singles Chart) | 12                 |

| Classement (1982)                       | Meilleure position |
| --------------------------------------- | ------------------ |
| États-Unis (Hot Mainstream Rock Tracks) | 28                 |
| France (SNEP)                           | 32                 |

| Classement (2012) | Meilleure position |
| ----------------- | ------------------ |
| France (SNEP)     | 195                |

Version remixée (Roxanne '97)
| Classement (1997)               | Meilleure position |
| ------------------------------- | ------------------ |
| Belgique (Flandre Ultratip 100) | 19                 |
| États-Unis (Billboard Hot 100)  | 59                 |
| Italie (FIMI)                   | 15                 |
| Pays-Bas (Nederlandse Top 40)   | 38                 |
| Pays-Bas (Single Top 100)       | 69                 |
| Pologne (Classements Singles)   | 17                 |
| Royaume-Uni (UK Singles Chart)  | 17                 |

## Certifications
| Pays                 | Certification | Date       | Unités certifiées |
| -------------------- | ------------- | ---------- | ----------------- |
| Danemark (IFPI)      | Or            | 09/2023    | 45 000            |
| Espagne (Promusicae) | Platine       | 01/2024    | 60 000            |
| Italie (FIMI)        | Platine       | 2024       | 100 000           |
| Royaume-Uni (BPI)    | Platine       | 16/04/2021 | 600 000           |

## Reprises et adaptations
La chanson a donné lieu à de nombreuses reprises de nombreux interprètes, dont :
- 1992 : Rita Farouz ;
- 1997 : le rappeur américain Puff Daddy, remix (avec également un sample de Every Breath You Take pour sa chanson I'll Be Missing You. Le remix, sorti en single sous le titre Roxanne '97, apparaît également sur la compilation The Very Best of Sting & The Police (en)[33].
- 1999 : George Michael, album Songs from the Last Century ;
- 2000 : le rappeur Cam'ron ;
- 2001 : le groupe autrichien Bauchklang, version a cappella dans leur album Jamzero ;
- 2003 : Fall Out Boy, sur l'album Take This to Your Grave ;
- 2004 : Sofia Essaïdi ;
- 2005 : le groupe rock Chicago ;
- 2006 : l'actrice allemande Eva Mattes dans son album Language of Love[34].
- 2009 : le groupe de salsa colombien La 33 sur l'album Ten Cuidado ;
- 2013 : le chanteur italien Massimo Scalici en version bachata ;

## Au cinéma
- 1982 : 48 Heures de Walter Hill, chantée à tue-tête par Eddie Murphy sous son casque de walkman, ainsi que dans 48 Heures de plus de  1990 ;
- 1997 : Good Burger, de Brian Robbins
- 2001 : Moulin Rouge !, de Baz Luhrmann, version El Tango de Roxanne de Ewan McGregor, Jose Feliciano, Jacek Koman et Richard Roxburgh ;

## Télévision
- Friends : Phoebe Buffay demande à Ross des tickets pour aller au concert de Sting, dont le fils est dans la même classe que Ben, et chante « Ross can » (qui ressemble à Roxanne) .